# ROCS Ta Kuan
Le ROCS Ta Kuan (numéro de coque AGS-1601) est un navire océanographique de la Marine de la république de Chine. Conçu pour mener des activités de recherche et de surveillance, la plate-forme du navire a été développée à partir de du NRV Alliance construite pour l’OTAN.

## Histoire
Ta Kuan a été construit à La Spezia, en Italie par le groupe naval Fincantieri et a été lancé en 1995. En 2015, il a reçu une mise à niveau complète de L3 Technologies, une entreprise américaine du secteur C4ISR.
C'est un navire jumeau du NRV Alliance et du Elettra (A 5340) de la Marina militare.

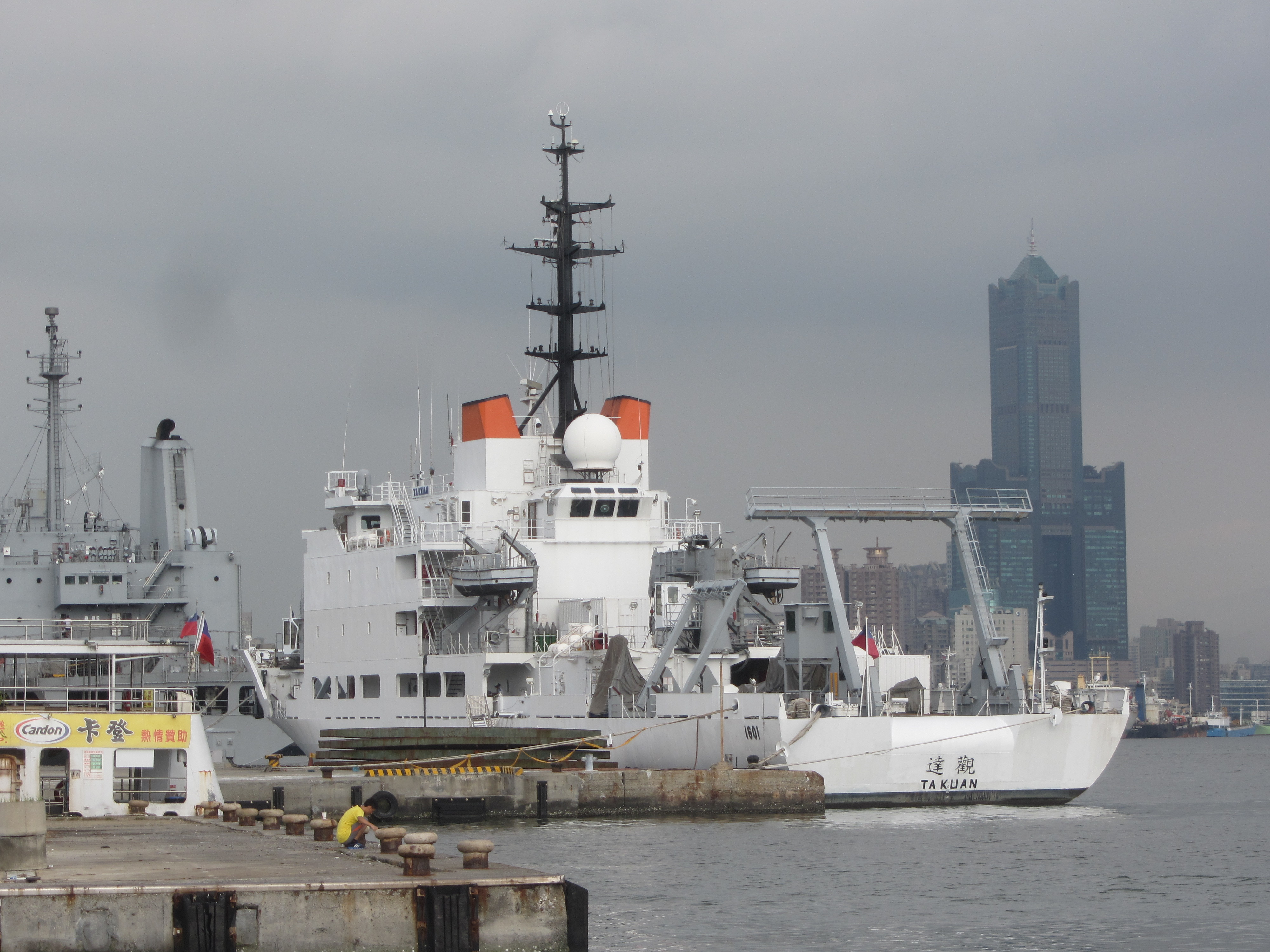
ROCS Ta Kuan